# Gabanellia
Gabanellia agilis
Genre
Espèce
Gabanellia est un genre fossile de poissons à nageoires rayonnées qui ont vécu au cours du Norien du Trias supérieur. Une seule espèce est connue, Gabanellia agilis. Ses restes fossiles ont été mis au jour en Italie.

## Classification
Le genre Gabanellia et l'espèce Gabanellia agilis sont décrits en 1996 par les paléontologues et entomologistes italiens Andrea Tintori (d) & Cristina Lombardo (d),,.

## Étymologie
Le nom générique, Gabanellia, a été choisi en l'honneur de Révérend Don Giulio Gabanelli, curé de Zogno, pour son soutien continu dans l'exploitation du site fossilifère de cette commune italienne.
L'épithète spécifique dérive du latin agilis, « qui se meut facilement, souple, leste, léger, mobile », et fait référence à sa silhouette élancée et fusiforme.

## Galerie

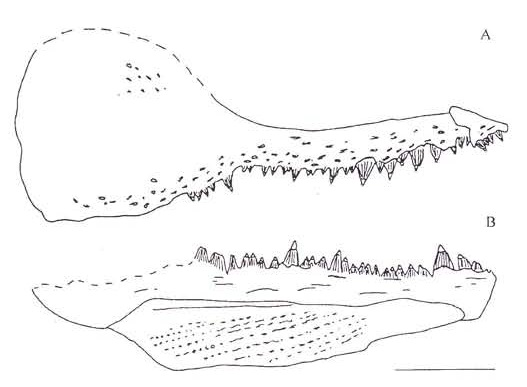
Mâchoires de Gabanellia agilis
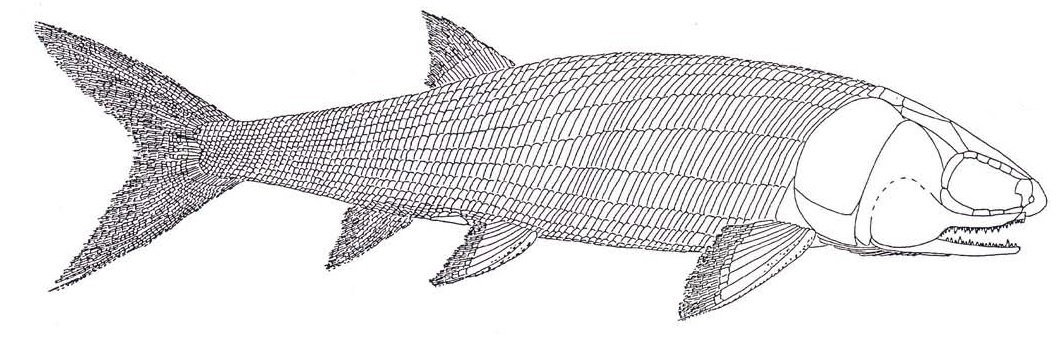
Reconstitution de Gabanellia agilis

### Publication originale
- [1996] (en) Andrea Tintori (d) et Cristina Lombardo (d), « Gabanellia agilis gen. n. sp. n. (Actinopterygii, Perleidiformes) from the Calcare di Zorzino of Lombardy (North Italy) », Rivista Italiana di Paleontologia e Stratigrafia, vol. 102, no 2,‎ 1996, p. 227-236 (ISSN 0035-6883, e-ISSN 2039-4942, DOI 10.13130/2039-4942/5249, lire en ligne).